# Hugo Schwendenwein (Schulinspektor)
Hugo Schwendenwein (* 24. Jänner 1891 in Teschen; † 21. Jänner 1954 in Wolfsberg) war ein österreichischer Schulinspektor und Politiker.

## Leben
Schwendenwein war der Sohn des Mittelschulprofessors Hugo Schwendenwein (* 1855; † 28. Februar 1931).
Er besuchte das Gymnasium in Teschen und Klagenfurt und studierte ab 1909 auf Lehramt für Mathematik und Physik an der Technischen Hochschule in Wien. Er war Mitglied der katholisch-deutschen Studentenverbindung „Gothia Klagenfurt“ und der akademischen Verbindung „Austria Graz“ (im Kartellverband). In Wien wurde er 1914 zum Dr. phil. promoviert. Im Ersten Weltkrieg war er Kompaniekommandant im k.u.k. Infanterieregiment „Albert I. König der Belgier“ Nr. 27 und geriet dann in sowjetrussische Kriegsgefangenschaft von November 1918 bis August 1919.
Nach dem Krieg war er Hilfslehrer an verschiedenen Mittelschulen außerhalb Kärntens, ab 1925 Mittelschullehrer für Mathematik und Physik und ab 1935 Direktor der Lehrerbildungsanstalt in Klagenfurt. 1938 wurde er des Amtes enthoben und er erlitt Gestapohaft und Gauverbot. Es folgten Aufenthalt in Laa an der Thaya und Wien und Arbeit als Buchhalter. Im Oktober 1945 konnte er nach Klagenfurt zurückkehren, wo er Leiter der Bundesrealschule wurde. 1946 wurde er dann Schulinspektor für die Mittelschulen in Kärnten.
Er war römisch-katholisch und heiratete Gabriele (1907–1986). Aus der Ehe gingen ein Sohn und eine Tochter, die jung starb, hervor.
Er ist auf dem Friedhof Annabichl begraben.

## Politik
Von 1934 bis 1938 war er Gemeinderat in Klagenfurt. Im Ständestaat war er vom 19. November 1934 bis zum 11. März 1938 als Vertreter des Schulwesens Mitglied im Ständischen Kärntner Landtag. Im Landtag war er Mitglied des Schul- und des Verfassungsausschusses.